# Megastigmus variegatus
Megastigmus variegatus är en stekelart som beskrevs av Embrik Strand 1911. Megastigmus variegatus ingår i släktet Megastigmus och familjen gallglanssteklar. Inga underarter finns listade i Catalogue of Life.